# Pardosa profuga
Pardosa profuga är en spindelart som först beskrevs av Herman 1879.  Pardosa profuga ingår i släktet Pardosa och familjen vargspindlar.
Artens utbredningsområde är Ungern. Inga underarter finns listade i Catalogue of Life.